# Carlos Ferreira
Carlos Ferreira (Porto Alegre, 23 de julho de 1970) é roteirista de quadrinhos e ilustrador. Trabalha com quadrinhos desde 1980. Foi editor da revista independente Picabu (eleita melhor revista independente de 1992 na Bienal Internacional de Histórias em Quadrinhos do Rio de Janeiro). Recentemente, escreveu os roteiros dos romances gráficos "Kardec" e "Os Sertões - a luta", ambos ilustrados por Rodrigo Rosa (este último, ganhou o Troféu HQ Mix de 2011 como melhor adaptação para os quadrinhos).